# Веприн
Ве́прин — село в Україні, у Вишевицькій сільській територіальній громаді Житомирського району Житомирської області. Кількість населення становить 830 осіб (2001). У 1923—59 та 1980—2015 роках — адміністративний центр колишньої однойменної сільської ради.

## Населення
У 1784 році налічувалося 413 мешканців, у 1863 році — 1 026 мешканців.
Станом на 1885 рік в селі мешкало 1 016 осіб, налічувалося 124 дворових господарства, у 1887 році — 1 553 жителі, з них 1 475 православних, 30 католиків та 48 євреїв, на початку 1890-х років — 1 080 осіб.
Відповідно до результатів перепису населення Російської імперії 1897 року, загальна кількість мешканців села становила 1 812 осіб, з них: православних — 1 733, чоловіків — 879, жінок — 933.
Наприкінці 19 століття кількість населення становила 1 912 осіб, з них чоловіків — 1 026 та 886 жінок, дворів — 325.
Відповідно до результатів перепису населення СРСР, кількість населення, станом на 12 січня 1989 року, становила 1 134 особи. Станом на 5 грудня 2001 року, відповідно до перепису населення України, кількість мешканців села становила 830 осіб.

### Мова
Розподіл населення за рідною мовою за даними перепису 2001 року:
| Мова       | Кількість | Відсоток |
| ---------- | --------- | -------- |
| українська | 806       | 97.11%   |
| російська  | 22        | 2.65%    |
| білоруська | 2         | 0.24%    |
| Усього     | 830       | 100%     |

## Історія
У 15 столітті належало родині Юршів, наприкінці 16 століття — Іванові Проскурі, згодом — Черленським та Зміїіським, від яких село придбав Адам Кисіль. На початку 17 століття згадується як містечко Лукашів, що було власністю Луки Сапіги та його дружини Софії Кмітянки, які у 1618 році передали містечко в заставу Кшиштофові Кевличу, разом з іншими маєтностями у Київському воєводстві. За часів Богдана Хмельницького селом володів Максиміліан Бжозовський. Згадується в люстрації Київського воєводства 1754 року як село, що було у посесії Галецького, разом із Макалевичами та Вирвою, який сплачував з них 9 злотих і 11,5 грошів до замку та 37 злотих і 16 грошів до скарбу.
З 1772 року, разом із Макалевичами та деякими навколишніми селами, було власністю овруцького підсудка Юрія Галецького, а з 1782 року його вдови Агати Галецької (із Михайловських), згодом її сукцесорів. Церкву збудовано у 1792 на місці колишньої, дата будови якої, відповідно до візитації Радомисльського деканату 1784 року, не зазначена через давність.
У середині 19 століття — село Радомишлського повіту Вишевицької волості Київської губернії, на лівому березі річки Тетерів, за 22 верст нижче Радомисля. Власність полковниці Анни Невман. У маєтку числиться 3 980 десятин землі. У 1850—55 роках церкву відновлено та пофарбовано. При церкві 49 десятин землі. До парафії входили села Вирва (5 верст) та Бухтіївка (6 верст). У 1861 році Невман продала село Мечиславові Бардецькому, потім воно перейшло до державної скарбниці, яка, у 1879 році, продала Веприн Василеві Ульському. Перед розподілом земель у селі було 3 980 десятин землі, велика власність становила 355 десятин землі вживаної, 1 568 десятин лісу та 35 десятин земель невживаних.
Станом на 1885 рік — колишнє власницьке село Вишевицької волості Радомисльського повіту Київської губернії, на річці Тетерів. Були церковна парафія, католицька каплиця, школа, 2 заїзди, лавка, 2 водяних млини.
Наприкінці 19 століття — власницьке село Вишевицької волості Радомисльського повіту Київської губернії. Відстань до повітового центру, м. Радомисль, де розміщувалася також найближча поштово-телеграфна станція — 20 верст, до волосного центру, с. Вишевичі, де знаходилася також поштова земська станція — 4 версти, до найближчої залізничної станції «Фастів» — 90 верст. Основним заняттям мешканців було рільництво, крім того селяни підробляли у Мінській губернії та Києві. У селі числилося 4 131 десятина землі, з них 2 039 десятин належало поміщикам, 2 034 десятини — селянам, церкві — 58 десятини. Село належало В. С. Ульському, господарював сам поміщик, застосовував трипільну сівозміну, як і селяни. В селі була православна церква, каплиця, церковно-парафіяльна школа, 2 водяні млини (належали Ульському), 3 вітряки, 4 кузні. Пожежна команда мала 7 діжок, 9 багрів та 2 драбини.
У 1923 році включене до складу новоствореної Вепринської сільської ради, яка, 7 березня 1923 року, увійшла до складу новоутвореного Радомишльського району Малинської округи, адміністративний центр ради. 5 березня 1959 року, відповідно до рішення Житомирського ОВК № 161 «Про ліквідацію та зміну адміністративно-територіального поділу окремих сільських рад області», Вепринську сільську раду ліквідовано, село підпорядковане Вишевицькій сільській раді Радомишльського району Житомирської області. 30 грудня 1962 року, в складі сільської ради, включене до Малинського району, 4 січня 1965 року повернуте до складу відновленого Радомишльського району. 7 квітня 1980 року, відповідно до рішення Житомирського облвиконкому № 181 «Питання адміністративно-територіального поділу», в селі відновлено Вепринську сільську раду.
7 серпня 2015 року увійшло до складу новоутвореної Вишевицької сільської територіальної громади Радомишльського району Житомирської області. Від 19 липня 2020 року, разом з громадою, в складі новоствореного Житомирського району Житомирської області.

## Відомі люди
- Морозова-Курек Людмила Януарівна (1887—1952) — українська поетеса.